# Панчбиби
Панчбиби (бенг. পাঁচবিবি, англ. Panchbibi) — город на севере Бангладеш, административный центр одноимённого подокруга. Площадь города равна 5,83 км². По данным переписи 2001 года, в городе проживало 20 120 человек, из которых мужчины составляли 52,30 %, женщины — соответственно 47,70 %. Плотность населения равнялась 3451 чел. на 1 км². Уровень грамотности населения составлял 52,2 % (при среднем по Бангладеш показателе 43,1 %). 